# Cruzmaltina
Cruzmaltina is een gemeente in de Braziliaanse deelstaat Paraná. De gemeente telt 3.128 inwoners (schatting 2009).

## Aangrenzende gemeenten
De gemeente grenst aan Borrazópolis, Faxinal, Grandes Rios en Lidianópolis.